# Vellut
|  | Per a altres significats, vegeu «Vellut (banyes)». |

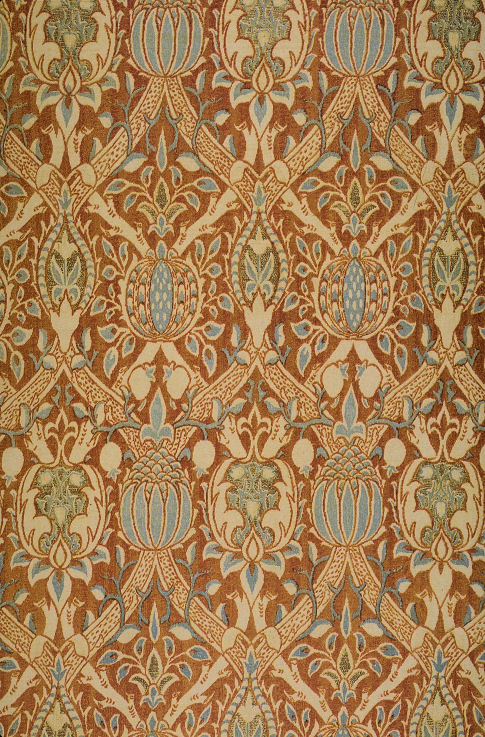
Tela de vellut de seda.

El vellut és un tipus de tela peluda en la qual els fils es distribueixen molt uniformement, amb un pèl curt i dens, que proporciona una sensació suau molt distintiva.
El vellut es pot fer de qualsevol fibra, encara que el més valuós es fa de seda. També es pot fer de cotó, tot i que el teixit resultant no és tan luxós. Recentment també s'han desenvolupat velluts sintètics, especialment de polièster, viscosa, acetat i barreges de diferents fibres sintètiques, o d'aquestes amb fibres naturals.
Es tix en un teler especial que fila dos trossos de vellut al mateix temps. Els dos trossos llavors se separen i les dues longituds de tela es col·loquen en corrons de posicionament separats. El vellut és difícil de netejar, però en èpoques modernes, s'usa la neteja en sec.

## Història
Probablement l'art de teixir vellut s'originà al Llunyà Orient. Les referències més primerenques apareixen cap a principis del segle xiv.
Les característiques peculiars del vellut, la suau profunditat esplèndida del color del tint que exhibia, el feien perfecte per a encaixar en els vestits oficials i penjolls sumptuosos. Les teles més magnífiques en èpoques medievals eren els velluts italians. Aquests eren ornamentats amb tècniques com ara variar el color del fil, produir el fil de diverses longituds (fil sobre fil, o fil doble), i entreteixir amb seda plana, amb fil sense tallar, amb una base teixit daurat, etc.
Els punts d'origen més primerencs de velluts artístics europeus varen ser Luca, Gènova, Florència i Venècia, i Gènova continua produint encara hui riques teles de vellut. L'art és adoptat una miqueta més avant pels teixidors flamencs, i en el segle xvi Bruges va aconseguir una reputació per als velluts no inferior al de les grans ciutats italianes. Durant el segle xiv molts artesans genovesos introduïren la indústria de la seda i del vellut a la ciutat de València i s'hi establiren en el barri del Pilar, també conegut com de Velluters. Durant cinc segles la luxosa indústria sedera, que incloïa la producció de riques teles de vellut, fon la principal i quasi única activitat en aquest barri de València.
A Mallorca, fins ben entrat el segle xvi no consta que hi hagués producció de vellut. El 1591, el català Pere Pau Gallard rebé dels Jurats una subvenció per instal·lar telers de vellut i ensenyar l'ofici a Mallorca, i anys més tard, el 1611, es constituí el col·legi professional dels velluters. Tenia per patró sant Bonaventura (15 juliol), el qual no veneraven en cap església concreta, de manera que, cada any, la junta de prohoms decidia l'església on tendria lloc la celebració patronal.
El vellut era molt costós i era tingut com una de les mercaderies de luxe igual que la seda. La pana era considerada el «vellut de l'home pobre» la primera vegada que va ser produïda.
La major part del vellut venut avui com a «vellut de seda» és en realitat una barreja de seda i una altra fibra, més sovint viscosa o cotó. El vellut fet completament de seda és molt rar i normalment té un preu de mercat de diversos centenars de dòlars dels Estats Units per iarda. El vellut també pot estar fet de fibres com el lli, el moher i la llana. La viscosa barrejada amb seda produeix una tela molt suau i reflectant. De vegades s’afegeix un petit percentatge d’elastà per donar al material final un cert grau d’elasticitat (d’aquí el «vellut elàstic»). Les teles fetes pel poble kuba a la República Democràtica del Congo amb palma de ràfia sovint s’anomenen «vellut kuba».
El vellut té un pèl dens i es pot tallar «cap amunt» o «cap avall» per a obtenir un aspecte més brillant o un color més intens.
La rica història del vellut es remunta als temps dels egipcis. Va ser introduït a Bagdad durant el regnat de Harun al-Raixid (786–809) per comerciants de Caixmir, i a al-Àndalus per Ziryab. A l’època dels mamelucs, el Caire va ser el major productor de vellut del món. Gran part d’aquest es va exportar a Venècia (d’on es va difondre a la major part d’Europa), a la península Ibèrica i a l’Imperi de Mali. Mansa Musa, el governant de l’Imperi de Mali, va visitar el Caire durant el seu pelegrinatge a la Meca. Molts artesans àrabs del vellut el van acompanyar de tornada a Tombouctou. Més tard, Ibn Battuta esmenta com Suleyman, el governant de Mali, va vestir un caftà localment fet amb vellut porpra durant la festa de l’Eid. En temps de Mehmet II, els ajudants de cuiner portaven vestits blaus (câme-i kebûd), gorres cònics (کلایه, külâh), i pantalons amples (چاقشیر, çakşır) fets amb vellut de Bursa.
Amb la introducció de la mecanització en la producció tèxtil al segle XIX, el vellut es va convertir en una tela més assequible per a la classe mitjana. El desenvolupament del «doble vellut» en la dècada del 1830 va permetre teixir dos trossos de tela simultàniament en telers de jacquard, duplicant així la productivitat i reduint el cost anterior de la tela a la meitat.